# Орловский государственный аграрный университет
Орловский государственный аграрный университет — высшее учебное заведение г. Орла. Полное наименование — Федеральное государственное бюджетное образовательное учреждение высшего профессионального образования «Орловский государственный аграрный университет имени Н. В. Парахина».

## История
Орловский сельскохозяйственный институт был основан в 1975 году, в 1995 году приобрёл статус Орловской государственной сельскохозяйственной академии, которая в 1999 году была преобразована в Орловский государственный аграрный университет.
На протяжении многих лет (в 1982—1986, 1994—2008, 2010—2016 годах) ректором университета был Академик РАН Николай Васильевич Парахин. После его смерти в том же году университет получил его имя.
В марте 2017 года Рособрнадзор запретил приём студентов в Орловский государственный аграрный университет. Однако в апреле 2017 на основании отчёта университета об устранении ранее выявленных нарушений данная санкция была снята.
В конце 2020 года Орловский государственный аграрный университет занял 9-е место во всероссийском рейтинге 54 аграрных вузов России «Национальное признание».

## Структура
В университет в настоящее время входят 4 факультета и 2 института: агробизнеса и экологии, биотехнологии и ветеринарной медицины, экономический, агротехники и энергообеспечения, инженерно-строительный институт и Институт развития сельских территорий и дополнительного образования, объединяющие 39 кафедр; аспирантура; научно-исследовательская часть; учебный вычислительный центр; библиотека; центр довузовской подготовки; международный образовательный центр Минсельхоза России; учебно-выставочный центр; НОПЦ «Интеграция»; Многопрофильный колледж.
Агролицей.
Агролицей Федерального государственного бюджетного образовательного учреждения высшего образования «Орловский государственный аграрный университет имени Н. В. Парахина» это инновационный научно-образовательный комплекс, в котором продолжаются лучшие отечественные традиции образования, применяются современные подходы к образованию и воспитанию подрастающего поколения.
Агролицей образован 1 февраля 2022 года. Его цель — поиск и поддержка одаренных школьников, создание лучших условий для их самореализации и подготовки не только к поступлению, но и к учёбе в лучших вузах России. С 1 сентября 2022 года обучение в Агролицее Орловского ГАУ организуется по образовательной программе среднего общего образования по социально-экономическому профилю. Он ориентирует на профессии, связанные с социальной сферой, финансами и экономикой, с обработкой информации, с такими сферами деятельности, как управление, предпринимательство, работа с финансами и др.
В данном профиле для изучения на углубленном уровне выбираются учебные предметы преимущественно из предметных областей «Математика и информатика», «Общественные науки».
Учебный план профиля строится с ориентацией на будущую сферу профессиональной деятельности с учётом предполагаемого продолжения образования обучающихся.
Экономическая и предпринимательская направленность внеурочной деятельности: финансовая грамотность, основы предпринимательства, бизнеса, маркетинга и менеджмент.
Экономический факультет.
Началом становления экономического факультета можно считать 27 августа 1984 года, когда из состава зооинженерного факультета Орловского сельскохозяйственного института была выделена кафедра экономики, организации и управления сельскохозяйственным производством. В 1985 году был первый набор из пятидесяти студентов по специальности 1740 — Бухгалтерский учёт и анализ хозяйственной деятельности в сельском хозяйстве.
С 1986 года открыт набор студентов по специальности 1715 — Экономика и организация сельскохозяйственного производства.
Экономический факультет как самостоятельное структурное комплексное подразделение Орловского СХИ создан в 1986 году в соответствии с приказом № 355 от 18 сентября.
Деканом экономического факультета в 1986 году был избран к.э.н., доцент В. И. Степочкин, который руководил факультетом до 1992 года. Впоследствии экономическим факультетом руководили доценты И. Т. Першин, С. Г. Иванушкин, А. В. Чернова, Л. Г. Сергиенко, Н. И. Прока.
Факультет Агробизнеса и экологии.
Ведущий факультет университета — факультет агробизнеса и экологии ведет обучение студентов по программам бакалавриата, магистратуры и аспирантуры на очном и заочном отделениях.
Высшее профессиональное образование в стенах факультета получили более 3 тысяч человек, в том числе возглавляющих одни из лучших сельскохозяйственных предприятий страны — В. М. Марахин (ЗАО «Луганское»), Д. А. Кожухов (ОАО "Племзавод «Сергиевский»), С. Н. Дорофеев (ЗАО АПК «Юность»). Выпускники факультета достойно трудятся на ответственных должностях в сельскохозяйственных организациях и крестьянских (фермерских) хозяйствах; в службах фитосанитарного мониторинга, экспертизы, диагностики и карантина растений; на таможне; в страховых компаниях; в качестве консультантов и менеджеров крупных отечественных и зарубежных фирм по продаже и использованию пестицидов, агрохимикатов и техники; в органах охраны природы и земельных ресурсов; в проектных, изыскательских, научно — исследовательских институтах; образовательных учреждениях; местных, районных, областных и федеральных структурах власти; других, сопряженных с сельскохозяйственным производством, сферах деятельности: многие из них удостоены высоких государственных наград, имеют почетные звания Российской Федерации.
В настоящее время на очном и заочном отделениях факультета обучается более 600 студентов, среди них свыше 75 % — сельская молодежь, много золотых и серебряных медалистов, окончивших с отличием учреждения среднего и начального профессионального образования, приехавших на учёбу из других регионов страны и зарубежья. Причем этих юношей и девушек привлекла не только возможность получения фундаментальных знаний по избранной специальности, но и сложившиеся на факультете доброжелательные отношения между студентами и профессорско — преподавательским составом. Студенты факультета Агробизнеса и экологии, обучаясь на первом курсе получают двойную академическую стипендию.
Факультет Агротехники и энергообеспечения.
Факультет организован в 1981 году. Ежегодно на направления факультета на очную и заочную формы обучения зачисляются около 400 студентов. Обучение ведут более 60 преподавателей, в том числе 7 профессоров и докторов наук, более 50 доцентов и кандидатов наук. обучение студентов ведется по федеральным государственным образовательным стандартам. Факультет имеет хорошую материальную базу. Аудитории оснащены современным оборудованием для проведения учебного процесса и научных исследований. Студенты изучают не только отечественную, но и импортную технику.
Факультет организован в 1981 году. Ежегодно на направления факультета на очную и заочную формы обучения зачисляются около 400 студентов. Обучение ведут более 60 преподавателей, в том числе 7 профессоров и докторов наук, более 50 доцентов и кандидатов наук. бучение студентов ведется по федеральным государственным образовательным стандартам. Факультет имеет хорошую материальную базу. Аудитории оснащены современным оборудованием для проведения учебного процесса и научных исследований. Студенты изучают не только отечественную, но и импортную технику.
Кафедры факультета поддерживают тесную связь со многими сельскохозяйственными и промышленными предприятиями АПК, коллективными хозяйствами и акционерными обществами, где проходят практику студенты. Для повышения качества образования факультет поддерживает тесные связи с филиалом ПАО «МРСК Центра» — «Орелэнерго» (г. Орел); филиалом ПАО «Квадра» — «Орловская генерация» (г. Орел); АО «Орелоблэнерго» (г. Орел); филиалом ПАО «МРСК Центра и Приволжья»-«Калугаэнерго» (г. Калуга); ООО «Знаменский СГЦ» (г. Орел); ООО «Орловский энергосбыт» (г. Орел); филиалом «Юго-Западный» АО «Оборонэнерго» (г. Нижний Новгород); АО "ГК «Таврида Электрик» — Орловский ЭТЗ (г. Орел); ООО «Спецмонтажналадка» (г. Орел); Ростехнадзор (г. Орел); АО «Рудоавтоматика имени В. В. Сафошина» (г. Железногорск); ООО «ЭнерГарант» (г. Орел); ФГБНУ «Федеральный научный агроинженерный центр ВИМ» (г. Москва); ООО «ПАО Энергия» (г. Орел); ООО «Энергомонтаж» (г. Орел); ГК «Электросвет» (г. Орел); ООО «Партнер Агро»; ООО «ТЕХНОДОМ»; ООО «АгроЦентрЛиски» (Орловский филиал); АО «АРМАДА»; ООО «Сателлит 57»; ООО «ОБЕРОН 57»; ООО «Агропромсервис»; ООО «Сеть Агромаркетов»; ОАО «Орловские черноземы»; ООО «Авангард-Агро-Орел»; АО «Звягинки» и др.
Факультет Биотехнологии и ветеринарной медицины.
Факультет образован в 1975 году. Ежегодно на очную и заочную формы обучения зачисляется более 200 студентов. Обучение ведут 60 преподавателей, в том числе 41 кандидатов наук, доцентов, 14 профессоров, докторов.
Обучение проводится в соответствии с действующими федеральными государственными образовательными стандартами высшего образования.
В качестве базы производственных практик используются передовые предприятия АПК региона. Объектами профессиональной деятельности выпускников факультета биотехнологии и ветеринарной медицины являются:
Специальность «Ветеринария»: сельскохозяйственные, домашние и промысловые животные, птицы, звери, пчелы, то есть живой организм, как система в норме и при патологии. 
Направление «Зоотехния»: все виды сельскохозяйственных животных, домашние и промысловые животные, птицы, звери, пчелы, рыбы; технологические процессы производства продукции животноводства; корма растительного и животного происхождения; принципы работы современных информационных технологий.
Направление «Продукты питания животного происхождения»: состав и свойство сырья и продуктов, а также связанные с их переработкой технологические, химические, биохимические, физические и микробиологические процессы, способы контроля и управления этими процессами; оборудование, нормативно-техническая документация, системы стандартизации и сертификации, методы и средства испытания и контроля качества сырья и готового продукта.
Направление «Биотехнология»: биотехнологические отрасли промышленности : инсулиновый завод, солодовое производство, животноводческие фермы, получение биогаза, удобрений, кормов, комбикормов, премиксов, биогумуса и др.; основы проектирования и оборудования предприятий биотехнологической промышленности, методы тонкого органического синтеза, технология синтеза биологически активных веществ, катализаторы в тонком органическом синтезе; биотехнологические методы очистки сточных вод и твёрдых отходов фармакологических производств, очистка нефтяных загрязнений получение энзимрезистентных крахмалопродуктов.
Инженерно-строительный институт.
Инженерно-строительный институт, как самостоятельное структурное подразделение, основан в феврале 2002 г. на базе строительных кафедр ОрелГАУ, подготовка специалистов на которых осуществлялась с 1986 года. На основании Приказа Государственного комитета Российской Федерации о лицензировании Орловского сельскохозяйственного института в ОСХИ в 1986 году был начат прием студентов очной формы обучения по специальности 290300 «Промышленное и гражданское строительство» (ПГС). В этом же году ректоратом ОСХИ было принято решение о создании выпускающей кафедры по этой специальности.
Первым директором института стал кандидат технических наук, доцент — Петров Михаил Васильевич, который руководил структурным подразделением в период с 2002 по 2003 годы.
С 2003 по 2008 г.г. Инженерно-строительный институт возглавил кандидат технических наук, доцент — Павленко Андрей Анатольевич.
В 2004 году на базе Инженерно-строительного института, согласно приказу № 558 от 03.06.2004 г., организована новая выпускающая кафедра — «Экспертиза и управление недвижимостью», занимающаяся подготовкой обучающихся по специальности 270115.65 «Экспертиза и управление недвижимостью», в результате чего к работе в институте привлечено значительное количество практикующих специалистов, таких как Тютюнников В. П., Рассказова Н. Г., Давыдова Е. Н. и другие.
С 2008 г. по 2017 г. Инженерно-строительный институт возглавлял кандидат технических наук, доцент — Астахов Сергей Михайлович.
Также, в 2016 г. в состав Инженерно-строительного института вошла кафедра «Физвоспитания».
В 2017 г. должность директора Инженерно-строительного института занял кандидат педагогических наук, доцент — Мысишин Игорь Сергеевич.
В институте в настоящее время обучается порядка 800 человек, из них более 300 человек по очной форме обучения и 500 человек — по заочной.
Многопрофильный колледж.
Орловский строительный колледж был организован в 1952 году на базе одногодичной школы мастеров-строителей, имел только одно дневное отделение по специальности «Промышленное и гражданское строительство».
17 апреля 1958 года строительный техникум был объединен с индустриальным техникумом и осуществлял прием по специальностям «Промышленное и гражданское строительство» и «Производство строительных деталей».
В 1991 году на базе строительного техникума был образован Орловский строительный колледж.
В 2001 году Орловский строительный колледж вошёл в состав Орловского государственного аграрного университета в качестве структурного подразделения.
В 1956 году был основан Сельскохозяйственный техникум, который впоследствии вошёл в состав Орловского государственного аграрного университета.
5 октября 2011 года слиянием Строительного колледжа и Сельскохозяйственного техникума был образован Многопрофильный колледж ФГБОУ ВПО Орёл ГАУ
15 сентября 2014 года ФГБОУ ВПО Орёл ГАУ преобразовано ФГБОУ ВО Орловский ГАУ приказом Министерства сельского хозяйства Российской Федерации (Минсельхоз России) № 357.
С 15 июня 2016 года колледж стал именоваться Многопрофильный колледж ФГБОУ ВО Орловский ГАУ в связи с преобразованием ФГБОУ ВО Орловский ГАУ в федеральное государственное бюджетное образовательное учреждение высшего образования «Орловский государственный аграрный университет имени Н. В. Парахина» (ФГБОУ ВО Орловский ГАУ) приказом Министерства сельского хозяйства Российской Федерации (Минсельхоз России) № 237
В колледже учебный процесс ведут более 70 преподавателей.
За успешное освоение учебного плана предусмотрена академическая стипендия. Обучающиеся, предоставившие справку на право получения льгот, получают социальную стипендию, а за отличную учёбу — назначаются на стипендию Губернатора Орловской области.
В Многопрофильном колледже реализуются программы подготовки специалистов среднего звена (ППССЗ) по восьми специальностям очной и четырём — заочной форм обучения. В соответствии с образовательными программами всех специальностей в колледже организованы учебные и производственные (по профилю специальности, преддипломная) практики.
Институт развития сельских территорий и дополнительного образования.
Институт развития сельских территорий и дополнительного образования является структурным подразделением ФГБОУ ВО «Орловский государственный аграрный университет имени Н. В. Парахина».
Направления работы:
1. Дополнительное образование и профессиональное обучение, направленное на всестороннее удовлетворение потребностей в интеллектуальном, духовно-нравственном, физическом и профессиональном совершенствовании человека:
дополнительное образование,
профессиональное обучение.
2. Исследовательская (проектная, операционная и консалтинговая) деятельность, направленная на обеспечение устойчивого развития сельских территорий.
С 2021 года на базе ФГБОУ ВО Орловский ГАУ реализуется «Школа фермера». Это федеральный образовательный проект Россельхозбанка на базе ведущих аграрных вузов и сельхозпредприятий, объединяющий возможности Министерства сельского хозяйства, регионов, профильных вузов, крупного бизнеса и фермеров с целью теоретического и практического обучения профессиональных кадров для сельского хозяйства. Слушатели проекта приобретают теоретическую подготовку, изучают правовые аспекты работы фермерских хозяйств, финансовые бизнес-модели, основы маркетинга, знакомятся с новейшими агротехнологиями, проходят обучение на ведущих предприятиях отрасли. Курс завершается защитой бизнес-планов. С 2021 по 2022 годы обучение основам агробизнеса прошли 80 слушателей в Орловской области.

## Галерея

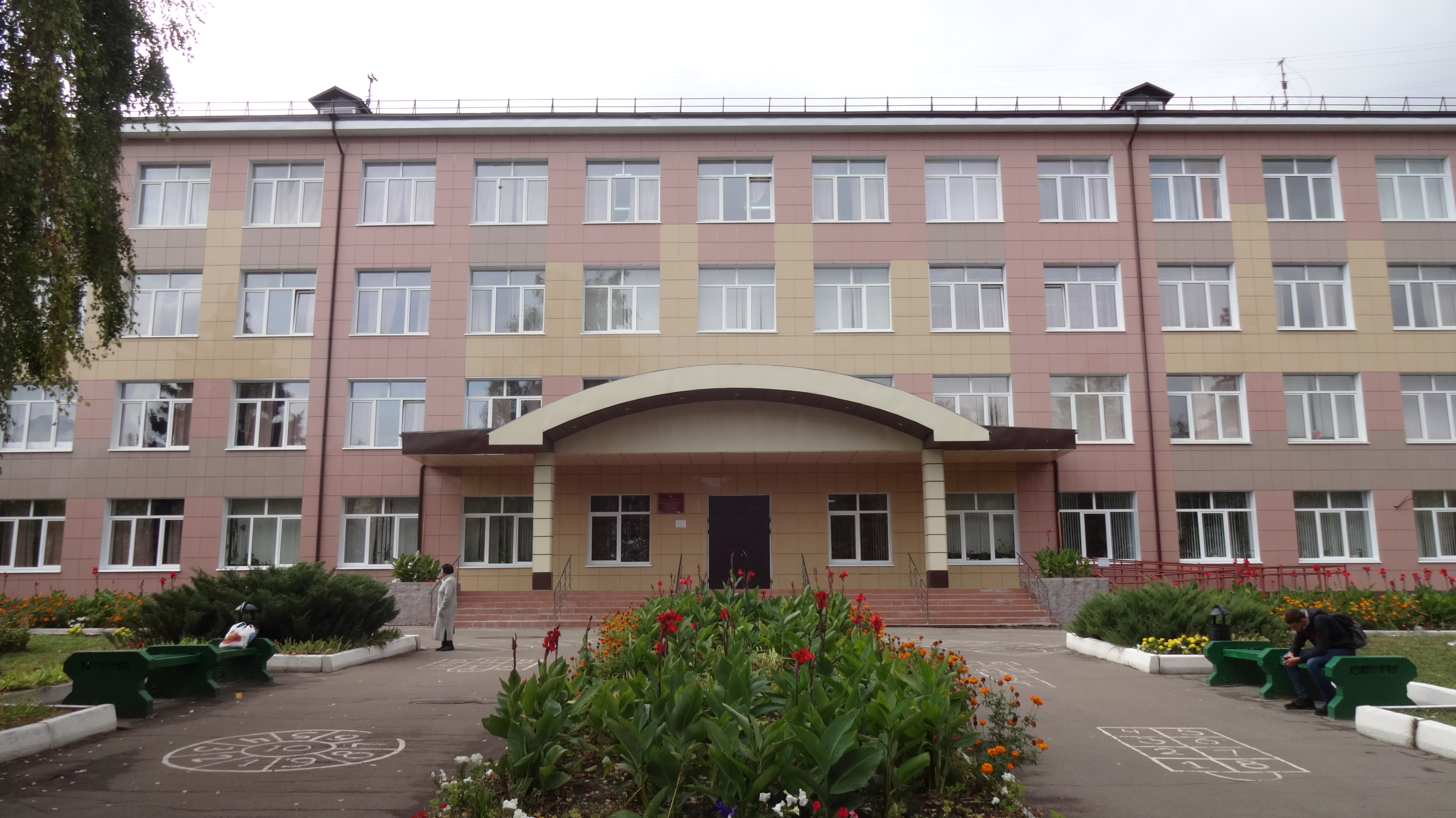
Здание Многопрофильного колледжа
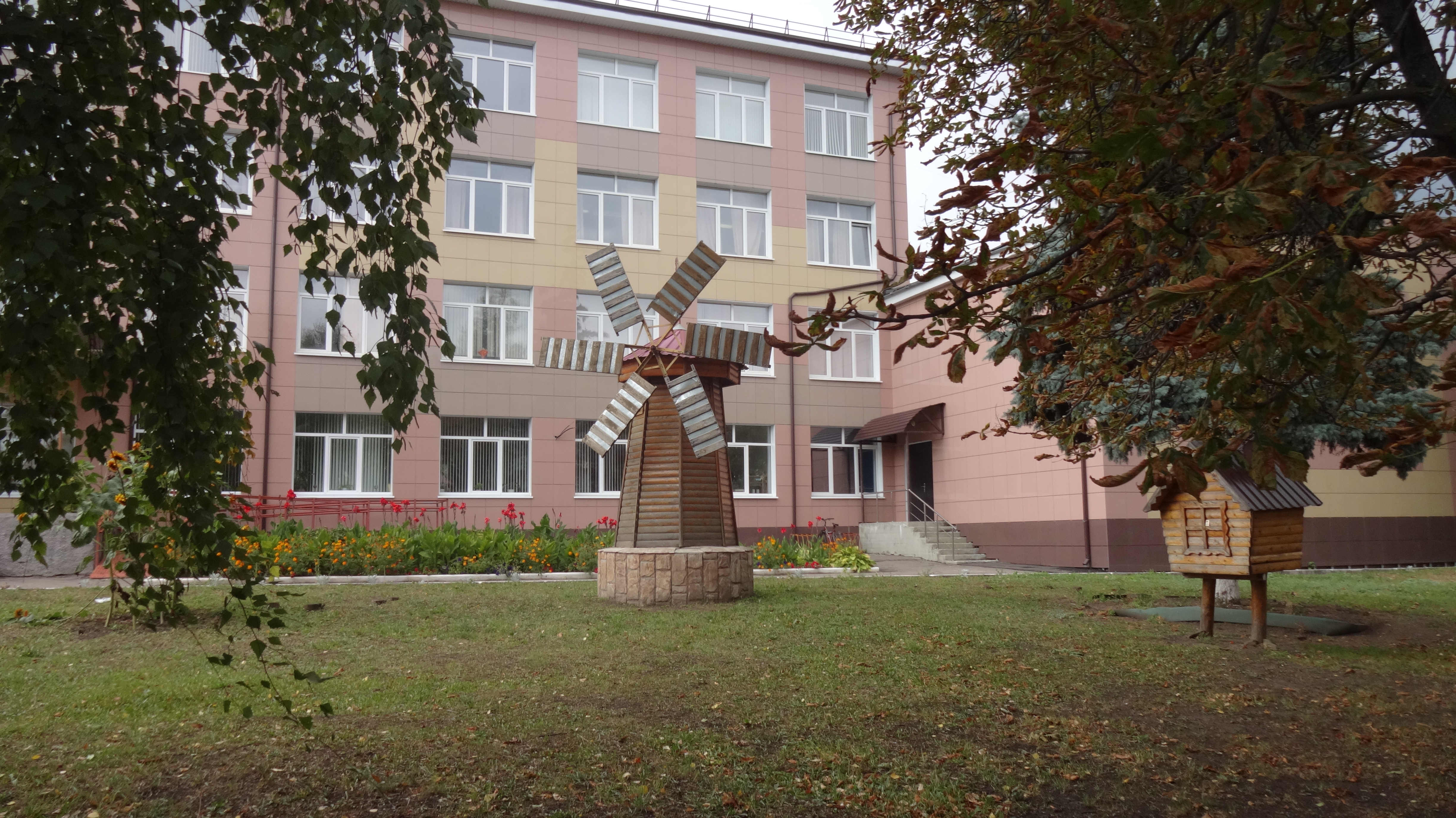
Памятник мельнице рядом со зданием Многопрофильного колледжа
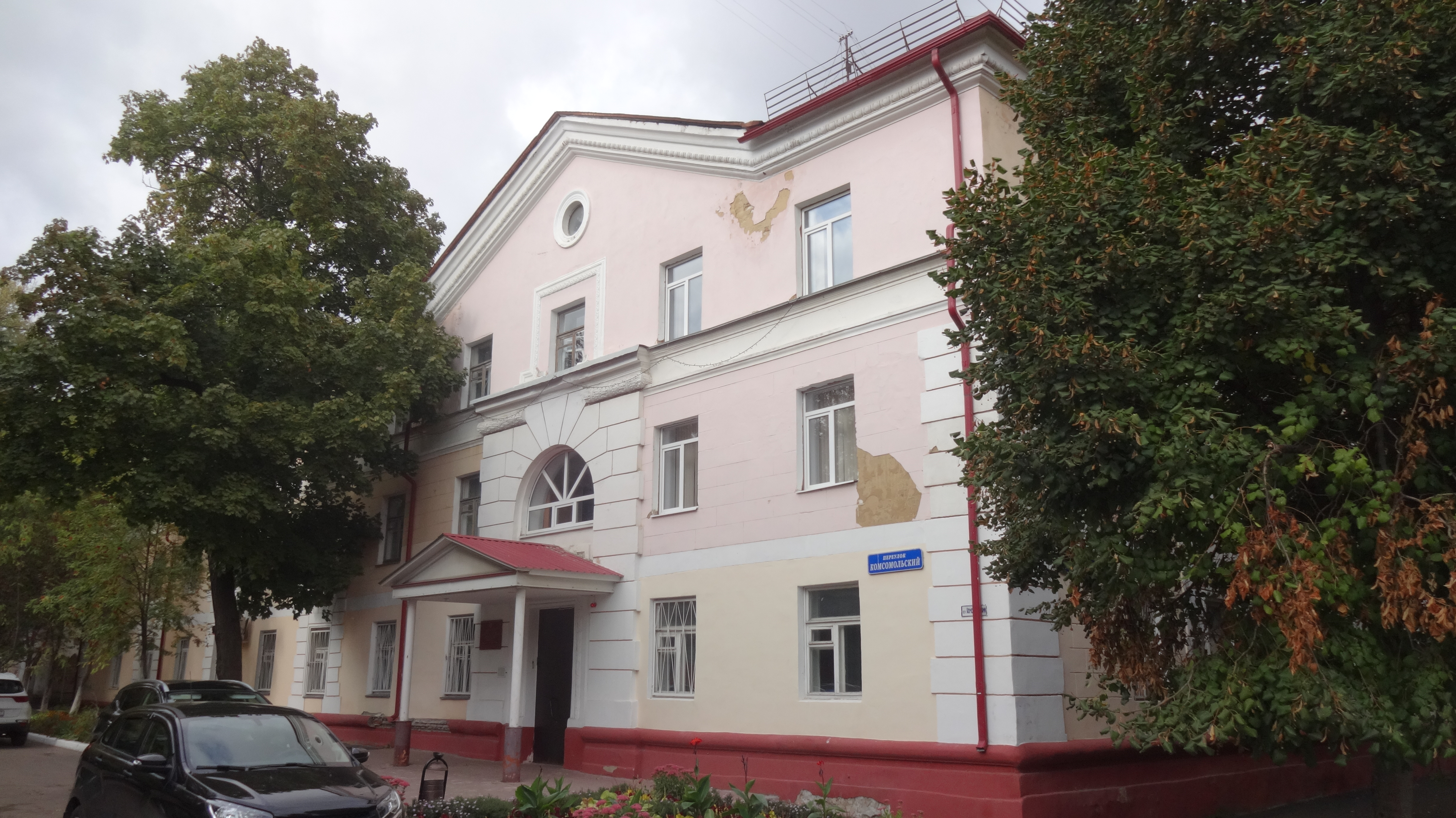
Здание Инженерно-строительного института